# David Dreier
David Timothy Dreier (ur. 5 lipca 1952 w Kansas City) – amerykański polityk, członek Partii Republikańskiej.

## Działalność polityczna
Od 3 stycznia 1981 do 3 stycznia 1983 był przez jedną kadencję przedstawicielem 35. okręgu, następnie przez pięć kadencji przedstawicielem 33. okręgu, a od 3 stycznia 1993 do 3 stycznia 2003 przez pięć kadencji przedstawicielem 28. okręgu, a od 3 stycznia 2003 do 3 stycznia 2013 przez pięć kadencji był przedstawicielem 26. okręgu wyborczego w stanie Kalifornia w Izbie Reprezentantów Stanów Zjednoczonych.